# Nederlandse Sportraad
De Nederlandse Sportraad (NLsportraad) is een Nederlands adviescollege dat de Nederlandse overheid gevraagd en ongevraagd adviseert over sport. De Nederlandse Sportraad is ingesteld bij Koninklijk Besluit van 20 mei 2016 voor een periode van vier jaar. De aanstelling is in 2020 verlengd met 2 jaar. Op 1 januari 2023 is de Nederlandse Sportraad via de Wet op de Nederlandse Sportraad vastgelegd. De Raad heeft tot taak de regering en beide kamers der Staten-Generaal te adviseren over beleid ten aanzien van sport en bewegen, en maatschappelijke vraagstukken in relatie tot sport en bewegen.

## Organisatie
De raad bestaat uit een voorzitter en maximaal negen raadsleden en deze zijn door het kabinet benoemd voor de duur van de Raad. Van 20 mei 2016 tot 31 december 2023 was Michael van Praag voorzitter. In 2024 treedt Marjolein Bolhuis-Eijsvogel, tot de benoeming van een nieuwe voorzitter, op als waarnemend voorzitter.